# Yuika Sugasawa
Yuika Sugasawa (菅澤 優衣香 Sugasawa Yuika?), född 5 oktober 1990, är en japansk fotbollsspelare som spelar för Urawa Reds.
Yuika Sugasawa har spelat 77 landskamper och gjort 24 mål för det japanska landslaget. Hon deltog bland annat i fotbolls-VM 2015.